# Diocese de São Paulo e Brasil
Diocese de São Paulo e Brasil é a diocese histórica da Igreja Ortodoxa Russa fora da Rússia que existiu no Brasil de 1934 a 2000. Sua jurisdição se estendia por toda a América do Sul (com exceção da Argentina).

## História

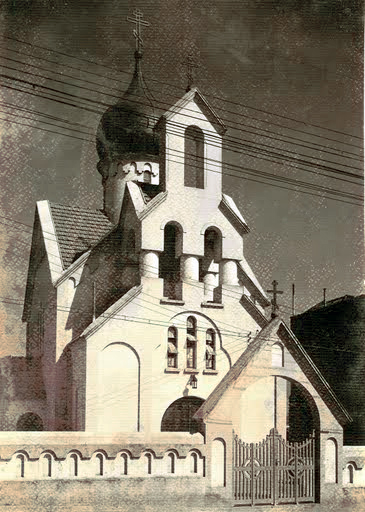
Catedral de São Nicolau (1934)

A primeira paróquia ortodoxa russa no Brasil foi formada em outubro de 1925 em São Paulo em conexão com a chegada de emigrados russos brancos. Por algum tempo a paróquia foi localizada na Igreja de Antioquia, onde o serviço religioso para os russos era realizado pelo padre sírio Cristóvão.
Em 1930, uma pequena paróquia ortodoxa russa foi organizada no Rio de Janeiro, a qual inicialmente estava localizada em um prédio que pertencia a Igreja Síria.
Em 11 de junho de 1927, o padre russo Miguel Kliarovski chegou a São Paulo vindo da Estônia. A primeira Igreja de São Nicolau, o Milagroso, inaugurado graças a padre Miguel, estava alojada em um grande salão de uma casa particular em São Paulo.
Em 1931, padre Miguel, que havia se mudado para o Paraguai, foi substituído por hieromonge Miquéias Ordintsev. Ao mesmo tempo, tornou-se reitor da Igreja da Trindade Vivificante, construída em 1931 em Vila Alpina, nos arredores de São Paulo.
Em 1934, os cristãos ortodoxos russos que se estabeleceram no Brasil recorreram ao Sínodo dos Bispos da ROCOR com o pedido de abrir uma sé episcopal ortodoxa russa e enviar-lhes um bispo.
Em outubro de 1934, por resolução do Sínodo dos Bispos, foi criada a diocese brasileira, onde Teodósio Samoilovich, que chegou ao Brasil em 5 de janeiro de 1935, foi nomeado bispo governante com o título de "Bispo de São Paulo e Todo o Brasil".
Em 1939, a diocese brasileira da ROCOR recebeu o registro legal, após o qual o conselho diocesano foi organizado.
Em 6 de agosto de 1939, aconteceu a consagração da Igreja de São Nicolau, que se tornou uma Catedral.
Após o fim da Segunda Guerra Mundial, começou a "segunda onda" de emigração. Entre 1947 e 1951, 6,4 mil russos e ucranianos entraram no Brasil.[carece de fontes?]
Em 1951-1954, existia o Vicariato de Montevidéu, que foi ocupado pelo futuro Primeiro Hierarca da ROCOR, Vitalio Ustinov.
Em 1957-1963, existia o Vicariato de Goiânia, ocupado pelo bispo Agapito Krijanovski.

No final da década de 1950, havia mais de 10 paróquias ortodoxas russas no Brasil.

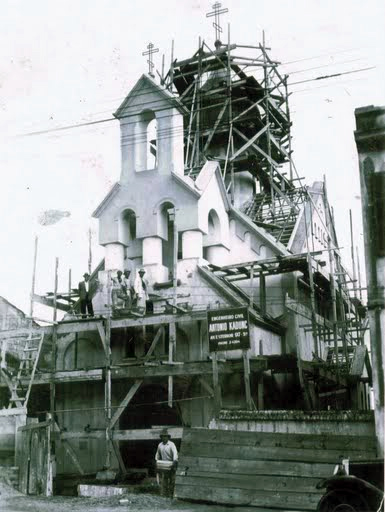
Construção da Catedral

Em 1967, Leôncio Filippovich foi nomeado para a sé episcopal ortodoxa de São Paulo, mas essa nomeação foi cancelada e vladika Leôncio permaneceu no Chile.
Em 6 de outubro de 1967, Nicandro Paderin foi consagrado bispo do Rio de Janeiro, vigário da diocese de São Paulo.
Após a morte do bispo Teodósio, a diocese de São Paulo foi temporariamente governada pelo arcebispo Serafim Svezhevski de Caracas.
Em 1976, Nicandro Paderin foi nomeado bispo de São Paulo, que governou a diocese até sua morte em 2 de dezembro de 1987.
Devido à assimilação e falta de clero, a congregação da diocese de São Paulo foi diminuindo gradativamente. Após a morte do bispo Nicandro, nenhum novo bispo foi nomeado para a sé ortodoxa de São Paulo. Em 1994, a diocese era governada pelo arcipreste George Petrenko, que era respeitado entre os paroquianos.
Gradualmente, o número de paróquias brasileiras da ROCOR diminuiu. A ROCOR já teve, no Brasil, 12 templos, depois passou a 11, então 7, 4 paróquias mudaram-se para a diocese argentina do Patriarcado de Moscou por falta de padres e falta de fundos para viagens longas a esses lugares.
Na década de 90, decidiu-se unir as paróquias da Igreja Russa no Exterior da América do Sul em uma, com base na diocese de Buenos Aires.

## Paróquias
- Paróquia da Catedral de São Nicolau em São Paulo;[15]
- Paróquia da Santíssima Trindade na Vila Alpina;
- Paróquia de Intercessão da Bem-Aventurada Virgem Maria na Vila Zelina;
- Paróquia de São Sérgio de Radonej em Indianópolis;
- Paróquia da Ressurreição de Cristo na Vila Anastasio;
- Paróquia de São Serafim de Sarov em Carapicuíba;
- Paróquia da Santa Mártir Zenaide no Rio de Janeiro;
- Paróquia da Proteção da Santíssima Mãe de Deus em Niterói;
- Paróquia de Todos os Santos na Cidade de Niterói;
- Paróquia de São Sérgio de Radonej em Porto Alegre;
- Comunidade do Santo Mártir Panteleimão em Vila Pratos;
- Comunidade na cidade de Goiânia;
- Comunidade da cidade de Londrina;
- Comunidade na cidade de Ponta Grossa.

## Bispos

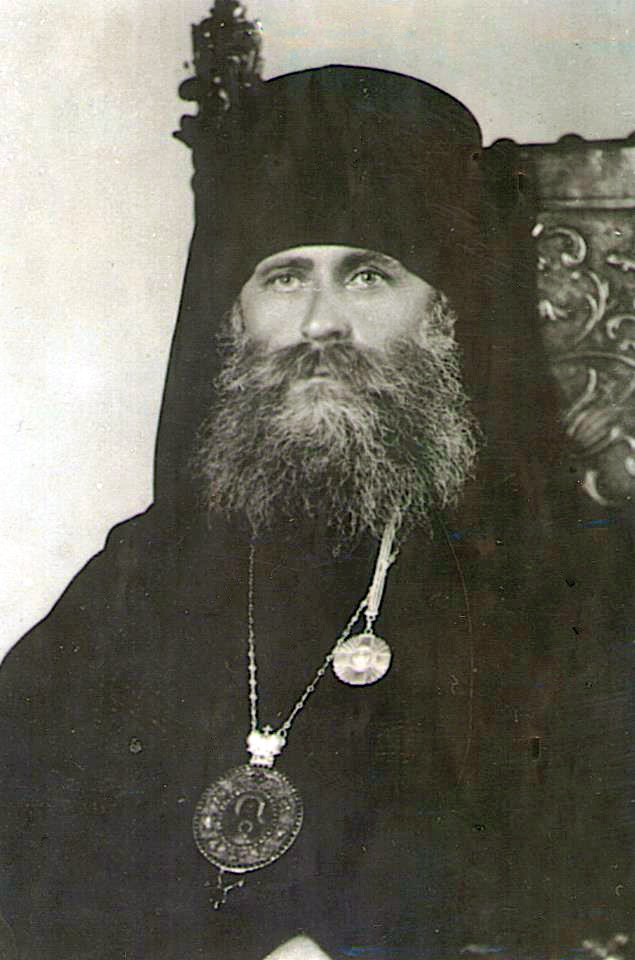
Arcebispo Teodósio

- Teodósio (Samoilovich) (1934 - 1968);[1][4][5][6]
- Leôncio (Filippovich) (1967 - 1969) - Nomeação cancelada;[1]
  - Serafim (Svezhevski) (1968 - 1977 (1978) - Arcebispo de Caracas e Venezuela. Administrador temporário;[9]
- Nicandro (Paderin) (1976 (1978) - 1987).[1][10][11]

## Vigários
- Agapito (Krijanovski) (1957- 1966) - Bispo de Goiânia;[1]
- Vitalio (Ustinov) (1951-1954) - Bispo de Montevidéu;[1]
- Nicandro (Paderin) (1967-1976) - Bispo do Rio de Janeiro.[1][8][10]